# Bottovo
Bottovo ist eine kleine Gemeinde in der Süd-Mitte der Slowakei mit 201 Einwohnern (Stand 31. Dezember 2024), die im Okres Rimavská Sobota, einem Kreis des Banskobystrický kraj, liegt und zur Landschaft Gemer gezählt wird.

## Geographie
Die Gemeinde befindet sich im Südteil des Talkessels Rimavská kotlina, einem Teil des größeren Südslowakischen Kessels, am Bach Sútorský potok im Flusssystem Rimava. Das Ortszentrum liegt auf einer Höhe von 210 m n.m. und ist 15 Kilometer von Rimavská Sobota entfernt.
Nachbargemeinden sind Sútor im Norden, Radnovce im Nordosten, Orávka im Osten, Martinová im Südosten, Dubovec im Süden und Širkovce sowie kurz Jesenské im Westen.

## Geschichte
Bottovo ist eine relative Neugründung, da es erst in den 1920er Jahren in der ersten tschechoslowakischen Republik entstand. Der Ort wurde auf einem vorher dem Geschlecht Coburg gehörenden Stück Land gegründet und vorwiegend von Slowaken aus der Nordslowakei (Arwa, Liptau) sowie Tschechen bevölkert. Schließlich entstand das Gemeindegebiet im Jahr 1926 aus Teilen von Dubovec, Cakov und Rimavská Seč.
Nach dem Ersten Wiener Schiedsspruch mussten die Kolonisten den Ort, der sogleich wieder zu dem zum Zeitpunkt ungarischen Dubovec kam, verlassen. Nach dem Zweiten Weltkrieg kehrten die Slowaken zurück, und 1951 gelangte Bottovo zur erneuten Selbstständigkeit. 1962 entstand östlich von Bottovo ein kleiner Stausee. Bis heute bleibt Landwirtschaft die Haupteinnahmequelle der Bevölkerung.

## Bevölkerung
| Jahr                | 1994 | 2004    | 2014    | 2024    |
| ------------------- | ---- | ------- | ------- | ------- |
| Anzahl der Personen | 198  | 212     | 209     | 201     |
| Unterschied         |      | +7,07 % | −1,41 % | −3,82 % |

| Jahr                | 2023 | 2024    |
| ------------------- | ---- | ------- |
| Anzahl der Personen | 202  | 201     |
| Unterschied         |      | −0,49 % |

Gemäß der Volkszählung 2011 wohnten in Bottovo 204 Einwohner, davon 181 Slowaken, zehn Magyaren, acht Tschechen und drei Mährer. Zwei Einwohner machten keine Angabe. 116 Einwohner bekannten sich zur römisch-katholischen Kirche, 16 Einwohner zur evangelischen Kirche A. B. und jeweils ein Einwohner zur Bahai-Religion sowie zur reformierten Kirche; fünf Einwohner bekannten sich zu einer anderen Konfession. 63 Einwohner waren konfessionslos und bei sieben Einwohnern wurde die Konfession nicht ermittelt.

## Sehenswürdigkeiten
- Denkmal an Ivan Krasko (geb. Ján Botto)